# Wilhelm Dilich

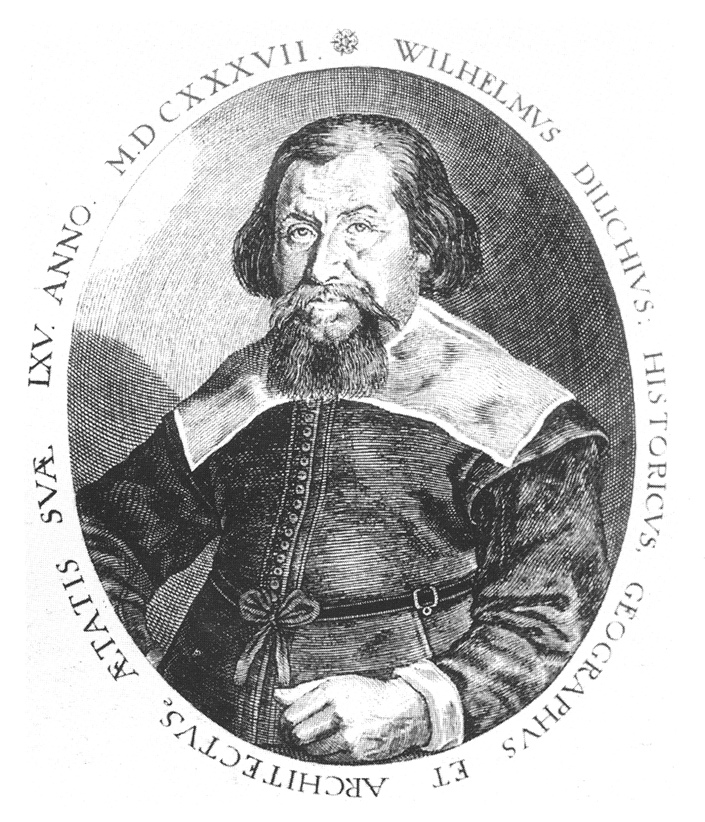
Porträt von Wilhelm Dilich von S. Fürck aus dem Jahr 1637

Wilhelm Dilich, auch Dilich-Schäffer, eigentlich Wilhelm Scheffer, Schöffer (* 1571 in Wabern; † 4. April 1650 in Dresden), war ein deutscher Baumeister, Ingenieur, Holzschneider, Kupferstecher, Zeichner, Topograph und Militärschriftsteller. Er selbst bezeichnete sich als „Geographus und Historicus“.

## Leben

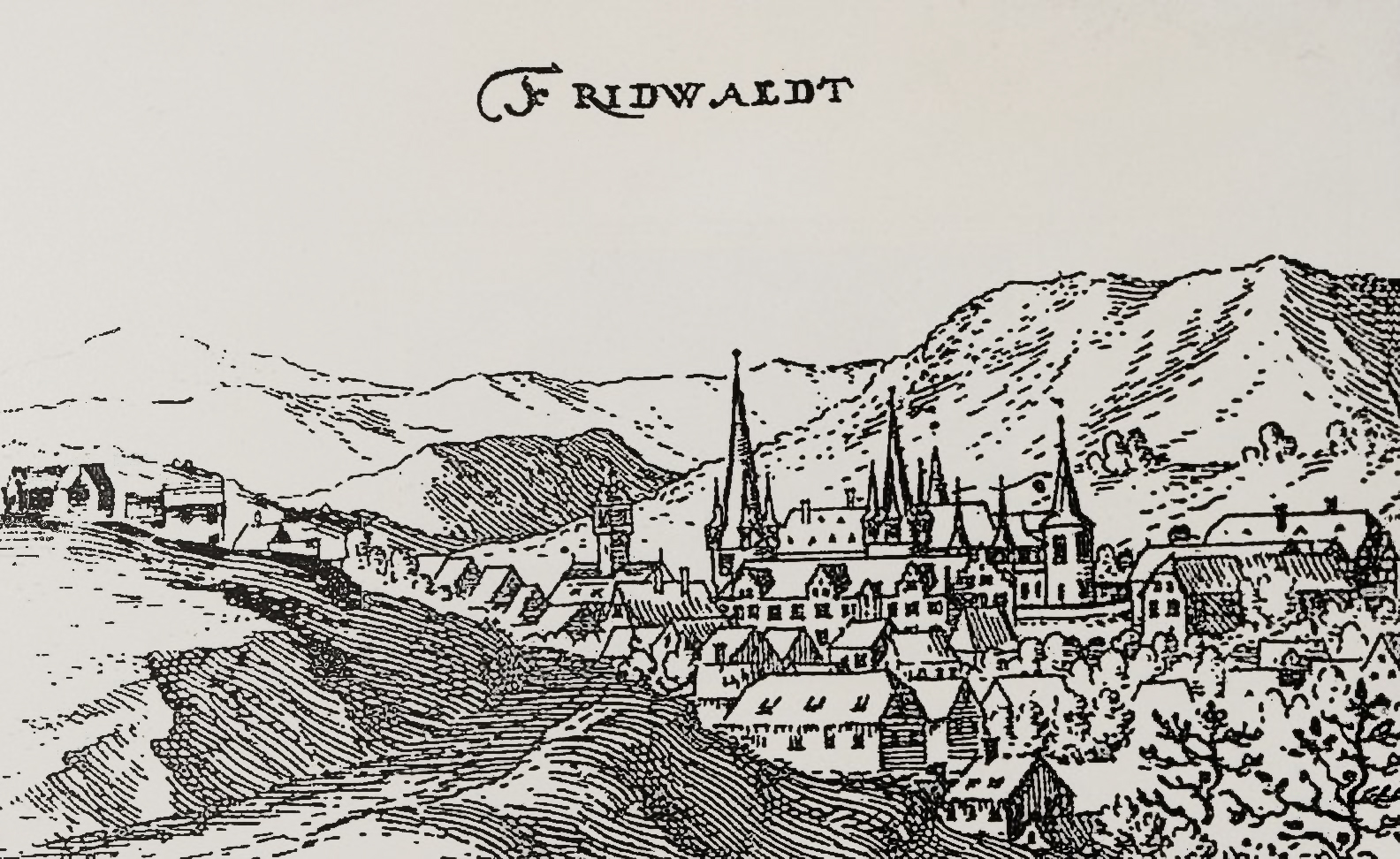
Burg Friedewald im Jahr 1605, Federzeichnung von Dilich

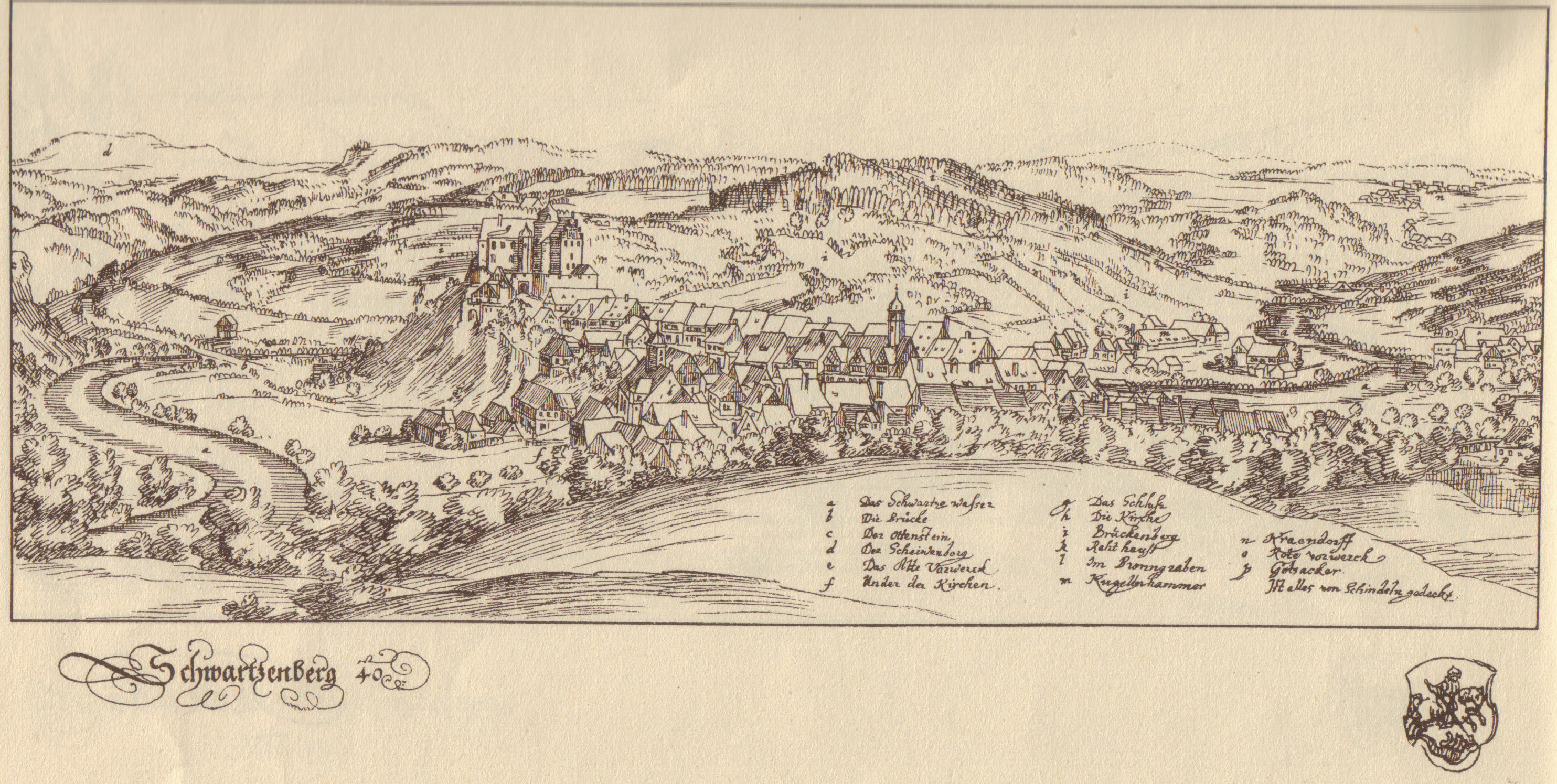
Schwarzenberg/Erzgeb.

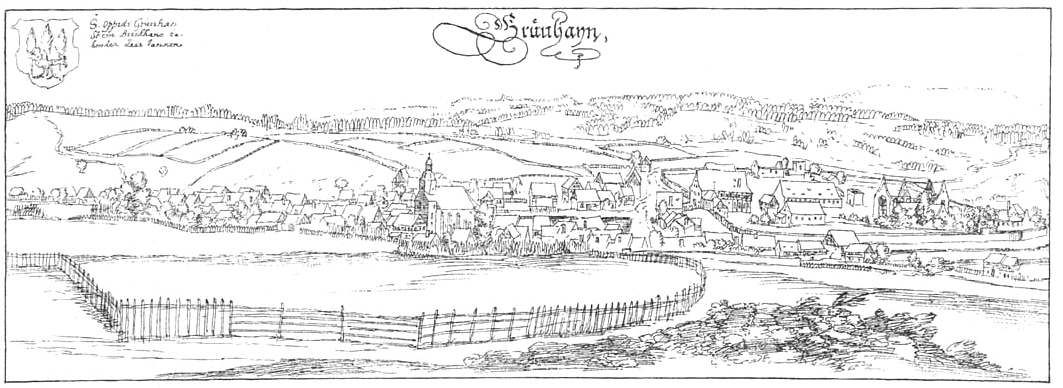
Grünhain

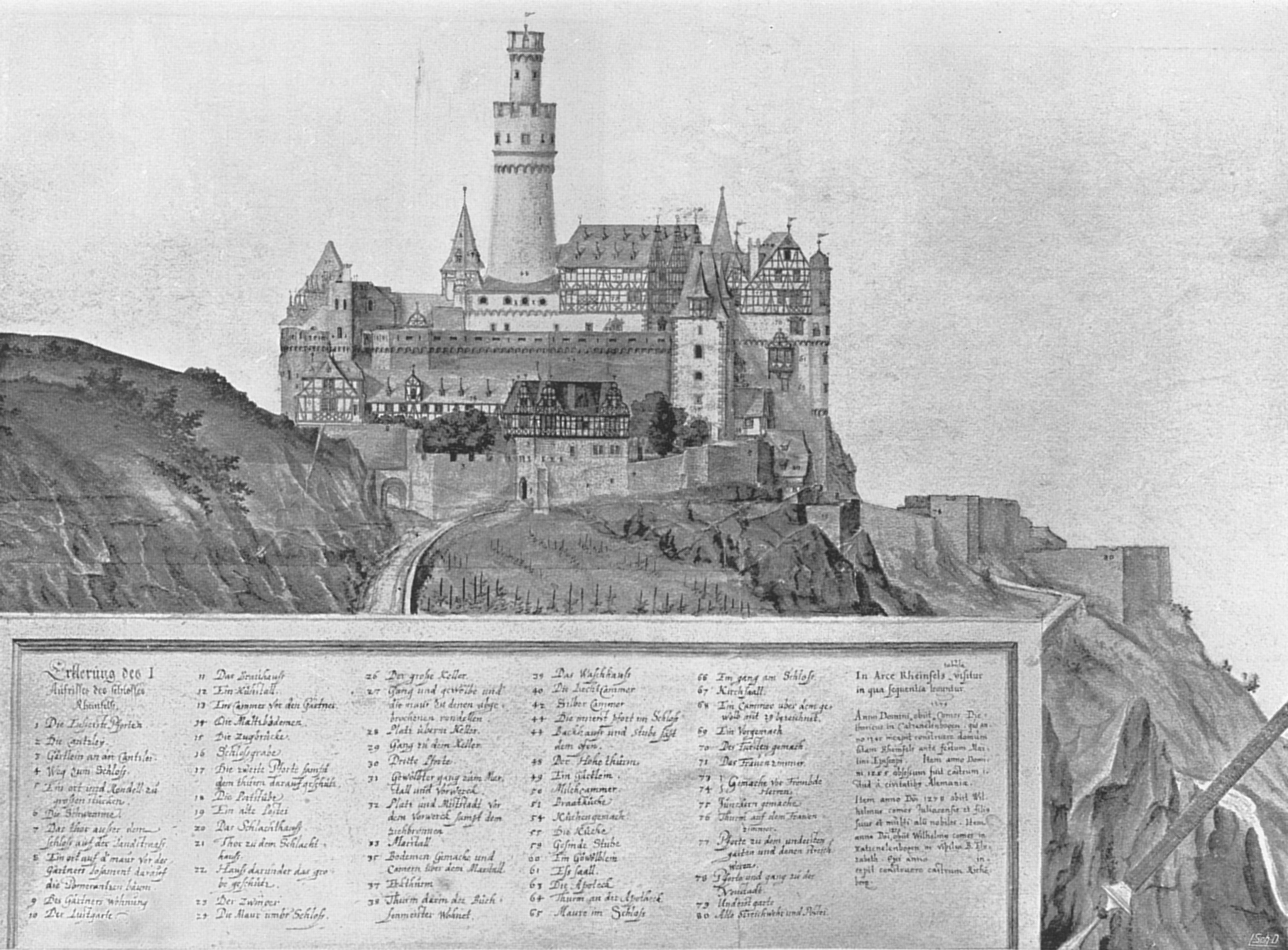
Burg Rheinfels mit 54 m hohem Butterfass-Bergfried, 1607

Dilich war der Sohn des Pfarrers Heinrich Scheffer (auch Schaeffer, gen. Dilich bzw. Diichius; † 1615) von Wabern bei Kassel. Er besuchte die Gelehrtenschule in Kassel und studierte von 1589 bis 1590 an der Universität Wittenberg und bis 1591 an der Philipps-Universität Marburg. Dort lernte er den späteren Landgrafen Moritz von Hessen-Kassel kennen, für den er ab 1592 als Abreißer (Zeichner) tätig war.

### An verschiedenen Orten

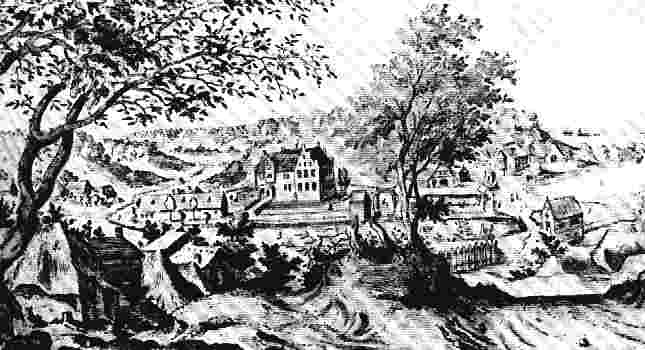
Blumenthal um 1600

Von 1594 bis 1596 unternahm er im Auftrag des Landgrafen verschiedene Reisen. 1594 hielt er sich in Leipzig auf, belegt durch fünf Federzeichnungen. Von 1596 bis 1597 lebte er in Hamburg und besuchte 1596 Bremen, wo er eine Zeichnung vom Bremer Marktplatz anfertigte und mit dem Rat über die Erstellung einer Chronik von Bremen verhandelte, die er 1602 als kleinformatige Urbis Bremae Typus et Chronicon vorlegte. Das Büchlein wurde jedoch beanstandet, insbesondere der Text. Das definitive Werk kam 1603/04 heraus. Es hatte ein doppelt so großes Format und trug den Titel Urbis Bremae et praefecturarum, quas habet, Typus et Chronicon. Den Text lieferte der Bremer Ratsherr und spätere Bürgermeister Heinrich Krefting. Es sind Exemplare in lateinischer Sprache aus mehreren Auflagen erhalten. Das Buch enthält 22 radierte Karten und Ansichten, mindestens eine nach Zeichnungen von Christian von Apen. Die ersten Auflagen enthalten zahlreiche weitere Tafeln, mit Personenporträts und mit Trachten. Dilich arbeitete mit dem aus Bremen stammenden Verleger Wilhelm Wessels in Kassel zusammen, bei dem auch andere seiner illustrierten Werke herauskamen.

### Wieder in Kassel
Von 1597 bis 1622 war Dilich wieder im Dienst des hessischen Landgrafen. Zuletzt wurde er als Leiter der Befestigung in Wanfried bei Eschwege angestellt. Am Hof von Landgraf Moritz in Kassel wurde 1601 sein Abriß dero Ritterspiel nach einer Federzeichnung von Dilich gedruckt.

In Leipzig heiratete er im gleichen Jahr. Aus der Ehe stammte der 1600 in Kassel geborene Festungsbaumeister Johann Wilhelm Dilich.

1603–1605 arbeitete er an einer illustrierten Bremer Chronik, die heute eine wichtige Quelle für die Verhältnisse der Hansestadt am Anfang des 17. Jahrhunderts darstellt.

Als sein Hauptwerk gilt die Synopsis totius Hassiae von 1605. Er bildete in diesem Buch alle Städte Hessens des 16. Jahrhunderts ab. Oftmals sind seine Stadtansichten die ältesten nachweisbaren historischen bildlichen Abbildungen.
Zwischen 1607 und 1622 arbeitete er an den Landtafeln hessischer Ämter zwischen Rhein und Weser (heute in der Universitätsbibliothek Kassel), die jedoch unvollendet liegen blieben. Der Maßstab der Aufnahmen reicht von Karten bis hin zu Bauaufnahmen einzelner Burgen wie der Wasserfestung Ziegenhain, der Marksburg oder Rheinfels über St. Goar.

### In Sachsen
Von 1622 bis 1625 wurde er wegen Überschreitung seiner Befugnisse inhaftiert. Mit Hilfe des Statthalters Wilhelm von Hessen gelang ihm die Flucht nach Kursachsen. Seit März 1625 war Wilhelm Dilich als Kriegsingenieur, Kartograph, Baumeister und Vedutenzeichner im Dienst des sächsischen Kurfürsten Johann Georg I. in Dresden tätig. Er stieg schließlich zum Leiter des gesamten Festungswesens und Oberlandbaumeister in Sachsen auf.
Nach dem Erhalt des am 28. Juni 1627 ausgestellten Reisebriefes durch Kurfürst Johann Georg I. von Sachsen reiste er durch Kursachsen, um insgesamt 17 Stadtansichten für die Dekoration des Riesensaals im Dresdner Schloss anzufertigen. Dieser Saal wurde 1627 bis 1630 von Dilich erhöht und eingewölbt. 1633 wurde das Gewölbe von Kilian Fabritius nach Dilichs Vorlagen mit sächsischen Stadtansichten ausgemalt und fertiggestellt. In der Fensterlaibung befindet sich sein Selbstporträt als Germanus. Die zwölf Tierkreiszeichen an der Decke nach Entwürfen von ihm sind nach einem Feuer 1701 zerstört worden.
Später wurde Dilich zum Leiter der Erweiterungsmaßnahmen der Befestigungsanlagen in Dresden ernannt. 1650 trat er hochbetagt vom kursächsischen Dienst zurück und verfasste mehrere theoretische Abhandlungen über den Festungsbau. Oftmals waren die Federzeichnungen von ihm Vorlage für Arbeiten von Matthias Merian. Er besaß eine gute Bibliothek mit geografischen, historischen und technischen Werken.

### Ehrungen
Es erinnern Denkmale in Wittenberg und Weimar an sein Wirken.

## Werke
- De Electoribus Saxonicis. 1590
- Synopsis descriptionis totius Hassiae tribus libris comprehensae. 1591
- Brevis Lipsiae descriptio. 1594
- Beschreibung und Abriss dero Ritterspiel, so der Durchleuchtige Herr Moritz. Landgraf zu Hessen… auff die fürstliche Kindtauffen Frewlein Elisabethen…am fürstlichen Hoff zu Cassel angeordnet, gefeiert im August 1596 zu Cassel. 1601
- Biblia, 1601
- Ungarische Chronik, 1601
- Bremer Dilich-Chronik:
  - Vorausgabe: Urbis Bremae typus et chronicon, 1602.
  - Von der Stadt autorisierte Ausgabe: Urbis Bremae et Praefectuarũ quas habet typus et chronicon, 1603 ff. in mehreren Auflagen.
- Hessische Chronica. 1605 Digitalisat der ULB Sachsen-Anhalt
- Eigendtliche, kurtze Beschreibung und Abriss dero weitt berühmten Keyserlichen Stadt Constantinobel. 1606
- Kurtze Beschreibung und eigentliche Abrisse dero Länder und Festungen, so der Türcke biss dahero in Europa, besonders aber in Ungarn, Slavonia, Dacia, Dalmatia und Griechenlandt zum theil mit krieg angefochten, zum theil aber gantz under sein Joch bracht, sanpt der Ungarischen Chronica. 1609
- Hessische Chronica. 1617
- Landtafeln hessischer Ämter zwischen Rhein und Weser. 1607/1622 (Universitätsbibliothek Kassel 2° Ms. Hass. 679)
- Urbs et Academia Marpurgensis succincte descripta. 1627 (unvollendet); Neudruck: N[oa] G[ottfried] Elwert, Marburg 1867.
- Peribologia oder Wilhelm Dilichii Hist. von Vestungsgebewen. Vieler Örter vermehrett … und publicirett durch Wilhelm Dilichium. 1640
- Kurtzer Underricht Bollwerke anzulegen. 1645
- Wilhelmi Dilichii… Hochvernünfftig gegründet- und aufgerichtete, in gewisse Classen eingetheilte, bisher verschlossen gelegen, nunmehr aber eröffnete Kriegs-Schule. 1647
- Kriegsbuch Wilhelmi Dilichii, darin die Alte und Newe Militia aller örter vermehret, eigentlich beschribe
- Vitae professorum thelogiae qui in… Academia Marburgensi…docuerunt…Accedit Wilhelm Dilichii manuscript

## Werke in Kunstsammlungen
- Landesbibliothek der Stadt Kassel (Zeichnungen, u. a. Schloss Moritzburg, Malsfeld u. ä.)